# Sebastián Peratta
Sebastián Darío Peratta (Buenos Aires, 1º novembre 1976) è un ex calciatore argentino, di ruolo portiere.

## Carriera
Inizia nel Deportivo Morón, trasferendosi al Vélez Sarsfield nel 2003.
Nel 2008 passa al Newell's Old Boys con il quale firma un triennale fino al 30 giugno 2011. Il 7 aprile 2011 rinnova così il contratto per altri due anni, fino al 2013.